# Laurynas Kulikas
Laurynas Kulikas (* 13. April 1994 in Kiel) ist ein deutscher Fußballspieler litauischer Abstammung.

## Karriere

### Verein
Der in der schleswig-holsteinischen Landeshauptstadt Kiel geborene Stürmer begann beim FC Kilia Kiel mit dem Fußballspielen. Im Jahr 2009 wechselte er in die Jugendabteilung von Holstein Kiel, wo er u. a. in der B- und A-Junioren-Bundesliga spielte.
Zur Saison 2011/12 schloss sich Kulikas dem FC St. Pauli an. Dort spielte er zunächst ein Jahr lang ausschließlich in der A-Jugend (U19), bevor er in der Saison 2012/13 zu ersten Einsätzen für die zweite Mannschaft in der viertklassigen Regionalliga Nord kam. Durch sieben Tore in neun Spielen konnte sich Kulikas für die erste Mannschaft empfehlen. Nach zwei Kadernominierungen ohne Einsatz am 23. und 25. Spieltag debütierte er am 15. März 2013 in der 2. Bundesliga, als er bei der 2:4-Niederlage beim 1. FC Union Berlin am 26. Spieltag in der 86. Spielminute für Jan-Philipp Kalla eingewechselt wurde. In der folgenden Spielzeit kam Kulikas zu keinen weiteren Einsätzen in der ersten Mannschaft. Er spielte 19 Mal in der Regionalliga Nord und erzielte zehn Treffer.
Zur Saison 2014/15 wechselte Kulikas in die zweite Mannschaft des VfL Bochum. In 18 Einsätzen in der Regionalliga West konnte er vier Treffer erzielen.
Nachdem die zweite Mannschaft des VfL Bochum abgemeldet worden war, wechselte Kulikas zur Saison 2015/16 in die zweite Mannschaft des Hamburger SV. Er erhielt einen Vertrag bis zum Saisonende. Für die Zweitvertretung des HSV konnte Kulikas in 18 Einsätzen keinen Treffer erzielen.
Nachdem sein Vertrag beim HSV nach einer Spielzeit nicht verlängert worden war, wechselte Kulikas zur Saison 2016/17 innerhalb der Regionalliga Nord zu Eintracht Norderstedt. In der Winterpause 2016/17 unterschrieb Kulikas einen bis zum Sommer 2017 gültigen Vertrag beim TSV Steinbach in der Regionalliga Südwest.
Nach Ablauf des Vertrages wechselte Kulikas erneut, diesmal in die Oberliga Schleswig-Holstein zum VfR Neumünster. Nach finanziellen Schwierigkeiten des Vereins verließ er den VfR bereits in der Winterpause wieder und ging zur Reserve von Holstein Kiel. Mit ihr stieg er am Ende der Saison 2017/18 in die Regionalliga auf.

## Privates
Kulikas Vater reiste 1992 aus der litauischen Hauptstadt Vilnius nach Deutschland ein. Mit seiner Familie betreibt er die Bau-GmbH Kubau mit dem Schwerpunkt auf Trockenbau und Maurerarbeiten in Kiel. Er und sein Vater sind die Geschäftsführer der GmbH.